# (58709) Zenocolò
(58709) Zenocolò ist ein im äußeren Hauptgürtel gelegener Asteroid. Er wurde von den italienischen Astronomen Luciano Tesi und Giuseppe Forti am 14. Februar 1998 mit einem Newtonteleskop am toskanischen Osservatorio Astronomico della Montagna Pistoiese (IAU-Code 104) entdeckt.
Der mittlere Durchmesser des Asteroiden wurde mithilfe des Wide-Field Infrared Survey Explorers (WISE) mit 5,470 (±0,197) km berechnet, die Albedo mit 0,112 (±0,021).
(58709) Zenocolò wurde am 22. Januar 2008 nach dem italienischen Skirennläufer Zeno Colò (1920–1993) benannt. Zeno Colò starb in San Marcello Pistoiese, der Gemeinde, in der sich das Observatorium der Entdeckung des Asteroiden befindet. Der Mondkrater der nordöstlichen Mondvorderseite Zeno hingegen war 1935 nach dem hellenistischen Philosophen Zenon von Kition benannt worden.